# Демиц
Демиц (њем. Dömitz) град је у њемачкој савезној држави Мекленбург-Западна Померанија. Једно је од 89 општинских средишта округа Лудвигслуст. Према процјени из 2010. у граду је живјело 3.260 становника. Посједује регионалну шифру (AGS) 13054024.

## Географски и демографски подаци
Демиц се налази у савезној држави Мекленбург-Западна Померанија у округу Лудвигслуст. Град се налази на надморској висини од 15 метара. Површина општине износи 60,4 km². У самом граду је, према процјени из 2010. године, живјело 3.260 становника. Просјечна густина становништва износи 54 становника/km².